# 프레스기

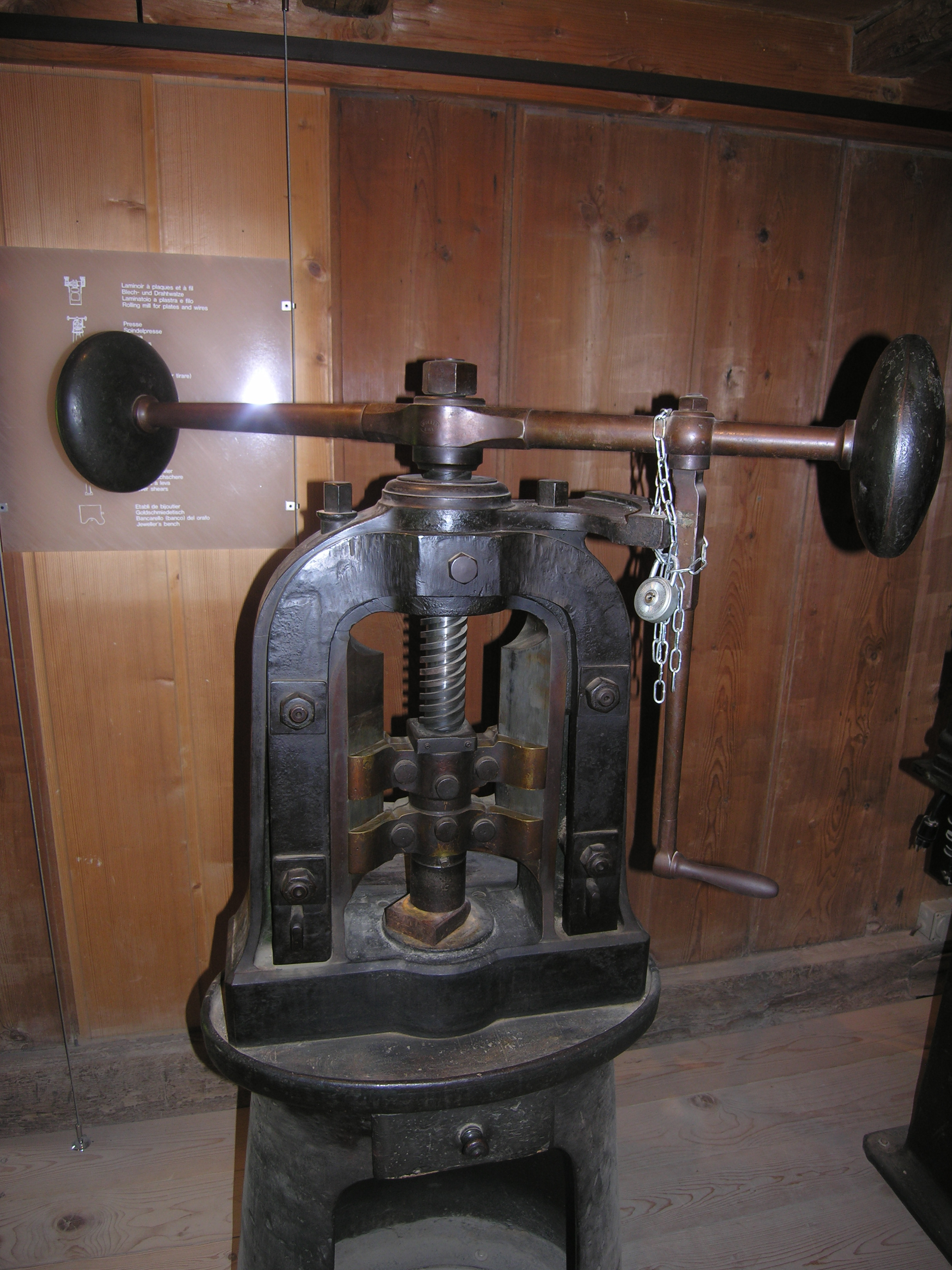
금세공인의 프레스기

프레스기(machine press) 또는 성형 프레스(forming press)는 압력을 가하여 공작물의 모양을 변경하는 공작기계이다. 성형 프레스의 작업자는 프레스 툴 세터(press-tool setter)라고 부르며, 종종 툴 세터(tool-setter)로 줄여서 사용된다.
프레스기는 다음과 같이 분류될 수 있다.
- 기계에 따라: 유압식, 기계식, 공압식
- 기능에 따라 : 단조 프레스, 스탬핑 프레스, 프레스 브레이크, 펀치 프레스 등
- 구조에 따라: 예) 너클조인트프레스, 스크류프레스, 익스펠러프레스
- 제어 가능성에 따라: 전통적인 방식으l 프레스 vs 서보 프레스